# Gunnar Rådström
Gunnar Georg Rådström, född den 3 juni 1906 i Nyköping, död den 25 juli 1965 i Göteborg, var en svensk jurist. 
Rådström avlade juris kandidatexamen vid Stockholms högskola 1929 och genomförde tingstjänstgöring 1929–1932. Han tjänstgjorde på advokatbyrå 1932–1933, som domsagosekreterare 1935–1936 och 1940–1941 samt som tillförordnad revisionssekreterare 1945–1948. Rådström blev fiskal i Svea hovrätt 1934, adjungerad ledamot där 1939, assessor 1940, hovrättsråd 1948, häradshövding i Västra Hälsinglands domsaga 1950 och  hovrättsråd i Hovrätten för Västra Sverige 1963. Han blev riddare av Nordstjärneorden 1951. Rådström vilar på Östra kyrkogården i Göteborg.